# Leclanché
 (octobre 2017).
Si vous disposez d'ouvrages ou d'articles de référence ou si vous connaissez des sites web de qualité traitant du thème abordé ici, merci de compléter l'article en donnant les références utiles à sa vérifiabilité et en les liant à la section « Notes et références ».
Pour les articles homonymes, voir Leclanché (homonymie).
Leclanché est une entreprise électrique suisse fondée en 1909 à Yverdon-les-Bains.

## Histoire
L'entreprise est créée en 1909, à Yverdon-les-Bains, en Suisse dans le canton de Vaud. Elle tire son nom de la pile Leclanché inventée en 1867 par l'ingénieur français Georges Leclanché.
Par l’intégration d’une «spin-off» issue du Fraunhofer-Gesellschaft en 2006, l’entreprise s’est développée en passant du statut de fabricant de batteries traditionnelles à celui d'acteur actif dans le développement et la production de cellules lithium-ion.
Leclanché est spécialisé dans la production de solutions de stockage d’énergie sur mesure. La stratégie de Leclanché est de renforcer sa position en tant qu’un des leaders européens de la production de cellules lithium-ion, et de fournisseur de solutions de stockage d’énergie pour les énergies renouvelables en Europe. Sa priorité stratégique se focalise sur les applications liées au stockage domestique d’énergie électrique ainsi qu’au développement de sa présence sur le marché du stockage industriel et des réseaux électriques. L'entreprise participe à des consortiums de recherche s'intéressant aux applications pour les systèmes de traction hybrides-diesel ou les véhicules électriques, en phase avec l'évolution du marché.
Au moyen d'une technologie de séparateur à base de céramique brevetée et de sa technologie des cellules de lithium-ion avec anode d’oxyde de lithium-titanate, Leclanché fabrique des cellules lithium-ion de grand format pour lesquelles la sécurité et la durée de vie ont été optimisées, dans le cadre d’un processus de production entièrement automatisé. À la fin du second semestre 2012, Leclanché commence l’exploitation de sa première unité de production, ayant une capacité annuelle installée allant jusqu’à 76 MWh avec des cellules lithium-ion de titanate.
Leclanché compte actuellement 120 collaborateurs et est cotée à la SIX Swiss Exchange (LECN). Le siège social est à Yverdon-les-Bains (Suisse) et la société dispose d’un site de production et de développement à Willstätt (Allemagne).